# Scrophularia pamirica
Scrophularia pamirica är en flenörtsväxtart som först beskrevs av Olga Alexandrovna Fedtschenko, och fick sitt nu gällande namn av Ivanina. Scrophularia pamirica ingår i släktet flenörter, och familjen flenörtsväxter. Inga underarter finns listade i Catalogue of Life.